# Ian Stevenson
Ian Stevenson (* 31. Oktober 1918 in Montreal, Kanada; † 8. Februar 2007 in Charlottesville, Virginia, USA) war ein kanadischer sowie US-amerikanischer Psychiater und Begründer der Reinkarnationsforschung.

## Leben
Stevenson wurde als Sohn eines schottischen Anwalts in Montreal geboren. Er studierte Medizin an der Universität St Andrews in Schottland und später an der McGill University in Montreal (1940 bis zu seiner Promotion 1943). 1944 bis 1945 war er Assistent am Royal Victoria Hospital in Montreal. 1945 ging er in die Vereinigten Staaten (1949 eingebürgert) und war bis 1946 Internist am St. Joseph’s Hospital in Phoenix, 1946 bis 1947 Fellow für Innere Medizin an der Alton Ochsner Medical Foundation in New Orleans, danach (bis 1949) am Cornell University Medical College (Ithaca, New York). 1949–52 war er Assistant Professor für Psychiatrie und Medizin an der Louisiana State University in New Orleans und danach dort Associate Professor für Psychiatrie.
Stevensons Beschäftigung mit der Reinkarnationsforschung begann etwa 1953 und seit 1964 widmete er sich ihr vorrangig. Das wurde ihm durch die finanzielle Unterstützung von Chester Carlson (dem Erfinder der Xerox-Maschinen) möglich, der durch einen 1960 veröffentlichten Aufsatz (The Evidence for Survival from Claimed Memories of Former Incarnations) auf ihn aufmerksam wurde, mit dem er einen Publikationswettbewerb zu Ehren von William James gewann.
Seit 1957 war Stevenson an der University of Virginia in Charlottesville, erst als Chef-Psychiater der Universitätsklinik, 1967–2001 als Professor für Psychiatrie (Carlson-Lehrstuhl) und Vorstand der Division of Personality Studies (DOPS) des Department of Psychiatric Medicine. Seit seiner Emeritierung war er dort als Research Professor für Psychiatrie tätig.
Nach längerer Krankheit verstarb er am 8. Februar 2007.

## Forschungen
Für die parapsychologische Hypothese, dass die Reinkarnation ein reales Naturphänomen sei, stellen Stevensons Untersuchungsergebnisse die derzeit besten Argumente dar (Stand: 2007). Er selbst sprach jedoch nie von Beweisen in diesem Zusammenhang, sondern nur von Fällen, die Reinkarnation nahelegen.
Allerdings gibt es auch Zweifel an Stevensons Forschungsmethoden. Im Rahmen seiner Beobachtungen an Kindern werden ihm (unbewusste) Suggestion oder schlichtweg auch Interpretationsfehler hinsichtlich der Aussagen der Kinder vorgeworfen. Diesen Zweifeln entgegnete er mit seinem Hauptwerk Reincarnation and Biology, in dem er seine These auf dokumentierte körperliche Merkmale stützt, um Suggestion oder Interpretationsfehler auszuschließen.

## Publikationen

### Englischsprachige Publikationen
- Twenty Cases Suggestive of Reincarnation. 1966.
- Cases of the Reincarnation Type.
  - Band I. Ten Cases in India. 1975, ISBN 0-8139-0602-4
  - Band II: Ten Cases in Sri Lanka. 1978, ISBN 0-8139-0624-5
  - Band III: Twelve Cases in Lebanon and Turkey.1980, ISBN 0-8139-0816-7
  - Band IV: Twelve Cases in Thailand and Burma. 1983, ISBN 0-8139-0960-0
- Unlearned Language: New Studies in Xenoglossy. 1984, ISBN 0-8139-0994-5 (behandelt ausführlich zwei Fälle von Xenoglossie)
- Reincarnation and Biology: A Contribution to the Etiology of Birthmarks and Birth Defects. (2 Bände). 1997 (Stevensons wissenschaftliches Hauptwerk)
- Where Reincarnation and Biology Intersect. 1997, ISBN 0-275-95188-X (Eine Kurzform des zweibändigen wissenschaftlichen Werkes für Leser ohne medizinische Vorbildung)
- Children Who Remember Previous Lives. A Quest of Reincarnation. 2001, ISBN 0-8139-1140-0 (eine populäre Einführung in die Reinkarnationsforschung)
- European Cases of the Reincarnation Type. 2003, ISBN 0-7864-1458-8; dt. Ausg.: Reinkarnation in Europa. Erfahrungsberichte. 2005, ISBN 3-89427-300-3

### Deutschsprachige Publikationen
- 1976 Reinkarnation: Der Mensch im Wandel von Tod und Wiedergeburt. 20 überzeugende und wissenschaftlich bewiesene Fälle. Mit einem Vorwort von C.J. Ducasse. Aurum Verlag, Freiburg im Breisgau.  ISBN 3-591-08019-5.
- 1999 Reinkarnationsbeweise. Aquamarin Verlag, ISBN 978-3-89427-117-6.
- 2003 Reinkarnation: Der Mensch im Wandel von Tod und Wiedergeburt. 20 überzeugende und wissenschaftlich bewiesene Fälle. Aurum im Kamphausen Verlag, ISBN 978-3-89901-019-0.
- 2005 Reinkarnation in Europa. Erfahrungsberichte. Aquamarin Verlag, ISBN 978-3-89427-300-2.

## Bücher über Ian Stevenson
- Carol Bowman: Children's Past Lives. How Past Life Memories Affect Your Child, 1997. Dt. Ausgabe: Mama, ich war schon einmal erwachsen! Kinder erinnern sich an frühere Leben, Amra Verlag, Hanau 2012.
- Tom Shroder: Old Souls: The Scientific Evidence for Past Lives. 1999.
- Jim B. Tucker: Life Before Life: A Scientific Investigation of Children's Memories of Previous Lives. 2005
- Dieter Hassler: ... früher, da war ich mal groß. Und ... Indizienbeweise für ein Leben nach dem Tod und die Wiedergeburt; Band 1: Spontanerinnerungen kleiner Kinder an ihr “früheres Leben”, Shaker Media, Aachen, 2011, ISBN 978-3-86858-646-6.